# Neaneflus fuchsii
Neaneflus fuchsii är en skalbaggsart som först beskrevs av Henry Frederick Wickham 1905.  Neaneflus fuchsii ingår i släktet Neaneflus och familjen långhorningar. Inga underarter finns listade i Catalogue of Life.